# Рыбинское речное училище имени В. И. Калашникова
Рыбинское ордена «Знак Почета» училище имени В. И. Калашникова — учреждение среднего профессионального и высшего образования в сфере водного транспорта в городе Рыбинске Ярославской области, филиал Волжского государственного университета водного транспорта"

## История
Рыбинское речное училище ведет свою историю от мореходного класса с двухгодичным сроком обучения, основанного в декабре 1876 г. Мореходный класс готовил штурманов дальнего плавания и шкиперов.
В 1899 году на основе мореходного класса создано речное училище II разряда.
В 1919 году реорганизация в техникум водного транспорта с тремя отделениями: судомеханическим, судоводительским и судостроительным, впоследствии были открыты также гидромеханическое и электромеханическое отделения.
В октябре 1923 года реорганизация в школу II ступени водного транспорта с 10-летним сроком обучения.
В августе 1930 года реорганизация в речной техникум, в котором были открыты 6 отделений: судомеханическое, судоводительское, судоремонтное, технологическое, электротехническое. 19 декабря 1949 года техникуму присвоено имя земляка конструктора-механика В. И. Калашникова, работавшего в основном в области судостроения.
В 1956 году реорганизация в речное училище; действовало 2 специальности: «Эксплуатация транспортного электрооборудования и автоматики», «Судовождение на внутренних водных путях и в прибрежном плавании». В 1976 году в связи со 100-летием училища и за успехи в подготовке специалистов водного транспорта Указом Президиума Верховного Совета СССР от 2 декабря 1976 года училище было награждено орденом «Знак Почёта». В 2002 году появилась специальность «Эксплуатация транспортных энергетических установок».
В 2006 году училище реорганизовано и преобразовано в филиал федерального государственного образовательного учреждения высшего профессионального образования «Московская государственная академия водного транспорта».
С 2017 года училище является филиалом ФГБОУ ВО «ВГУВТ».

## Выпускники
За всё время существования подготовлено и выпущено более 30 тысяч специалистов для морского и речного транспорта и смежных отраслей.
Училище помимо прочих окончили:
- Государственный деятель, Герой Социалистического Труда Юрий Владимирович Андропов (1936).
- Герои Советского Союза времён Великой Отечественной войны лётчики Алексей Васильевич Вихарев, Александр Иванович Рытов и Константин Михайлович Кабанов.
- Герой Социалистического Труда капитан В. В. Волков, Лауреат Государственной премии СССР капитан Л. И. Соколов.
- Генерал-лейтенанты Н. А. Неелов и А. В. Аникеев.
- Генеральные директора В. В. Нефедов («Волгофлот»), В. А. Сметанин («Угличский речной порт»), заместитель генерального директора В. В. Тювилин («Волготанкер»), начальник Северо-Западного речного пароходства В. И. Малов, министр мелиорации и водного хозяйства БАССР И. И. Басистов.

## Специальности
Основные специальности:
- Судовождение(техник-судоводитель) с правом эксплуатации СЭУ.
- Эксплуатация судовых энергетических установок (техник-судомеханик)
- Эксплуатация судового электрооборудования и средств автоматики (техник-электромеханик)
- Судостроение (техник-судостроитель)
- Организация перевозок и управление на транспорте (по видам) (техник)

Также на сегодняшний день[когда?] училище проводит обучение по следующим программам дополнительного профессионального образования как очно, так и посредством дистанционных образовательных технологий и электронного обучения:
- курсы повышения квалификации капитана, механика, электромеханика, командира з/с и их помощников, а также по совмещению должностей.

- ДПО по специальности: судовождение, эксплуатация судовых энергетических установок, эксплуатация электрооборудования и средств автоматики, эксплуатация ВВП.
- Курсы подготовки: судоводитель  маломерного судна, судоводитель  прогулочного судна, шкипер, боцман, рулевой, моторист, матрос, лебёдчик, моторист-матрос, моторист-рулевой, моторист-лебедчик, электрик судовой, радиооператор, повар судовой, проводник на водном транспорте; использование судовых  РЛС на ВВП, использование ЭКНИС, для работы на нефтяных танкерах, по управлению неорганизованной массой людей, работа в снаряжении пожарного с ИДА, противопожарная подготовка членов экипажей судов ВВП,  использование приборов газового контроля и др.